# Onthophilus flavicornis
Onthophilus flavicornis – gatunek chrząszcza z rodziny gnilikowatych i podrodziny Onthophilinae.
Chrząszcz o ciele długości od 1,82 do 2,34 mm. Przedplecze z trzecim żeberkiem kompletnym, niepodzielonym. Żeberka na pokrywach pełne, trzecie sięga do ich przedniej krawędzi. Na propygidium obecne trzy żeberka.
Owad ten zasiedla leśną ściółkę. Wykazywany był z Korei, Tajwanu oraz japońskich wysp Hokkaido, Honsiu, Sikoku i Kiusiu.